# Coriaria arborea
Espèce
Statut de conservation UICN

 LC  : Préoccupation mineure
Coriaria arborea, appelée « tutu » en langue maori, est une espèce de plantes à fleurs dicotylédones de la famille des Coriariaceae, originaire de Nouvelle-Zélande. C'est un arbuste ou un petit arbre pouvant atteindre 6 mètres de haut, aux feuilles persistantes, opposées ou verticillées, qui produit des faux-fruits charnus contenant des akènes. Toutes les parties de la plante, y compris les graines, sont toxiques pour les mammifères, du fait de la présence de tutine.

## Description
Coriaria arborea est un arbuste ou un petit arbre robuste, pouvant atteindre 6 mètres de haut, très ramifié. Les tiges, dressées ou traînantes, ont une moëlle développée. Les rameaux ont une section carrée. Les feuilles persistantes, de forme elliptique, vert foncé brillant, de 50 à 80 mm de long, sessiles, sont opposées ou verticillées.
Les fleurs, petites, vertes au début, sont groupées en longues grappes axillaires, retombantes, pouvant atteindre 30 cm de long et regroupant en moyenne environ 150 fleurs. Chaque fleur compte cinq pétales gonflés charnus, brillants, entourant un anneau de carpelles qui sont insérés, libres, autour d'un réceptacle cylindrique étroit.
Les fruits arrivés à maturité sont des faux-fruits, agrégés, mesurant environ 4,5 mm de diamètre sur 4 mm de long. Ils sont formés par les pétales charnus, de couleur violet foncé à noire à maturité et contiennent les vrais fruits qui sont des akènes, fruits secs de 1,3 mm de long, contenant une seule graine, étroitement entourée par la paroi ovarienne striée extérieurement. Ces fruits mûrs, contenant chacun 5 akènes en moyenne, sont attrayants pour les oiseaux frugivores qui contribuent à la dispersion des graines,,.

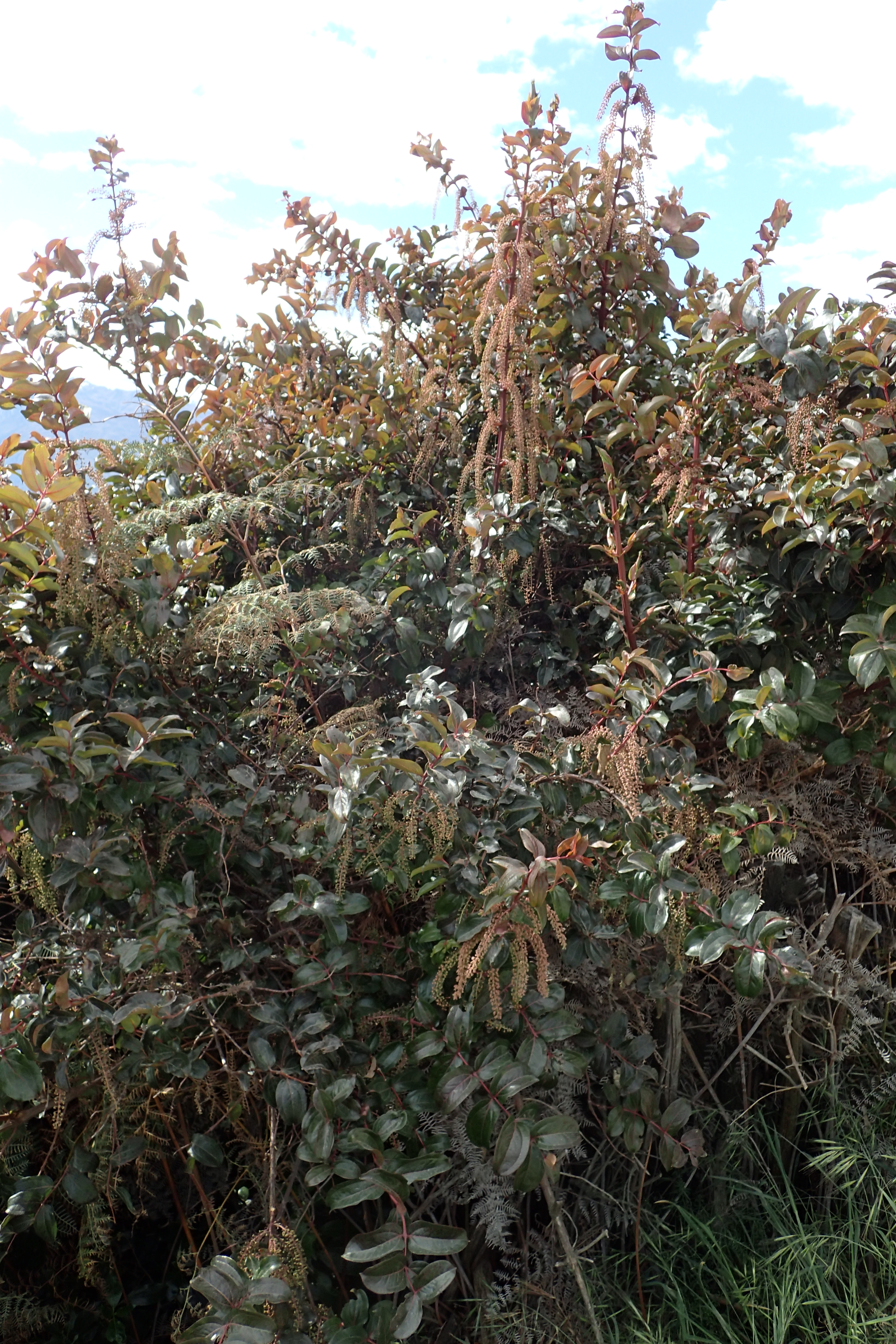
Port de la plante.
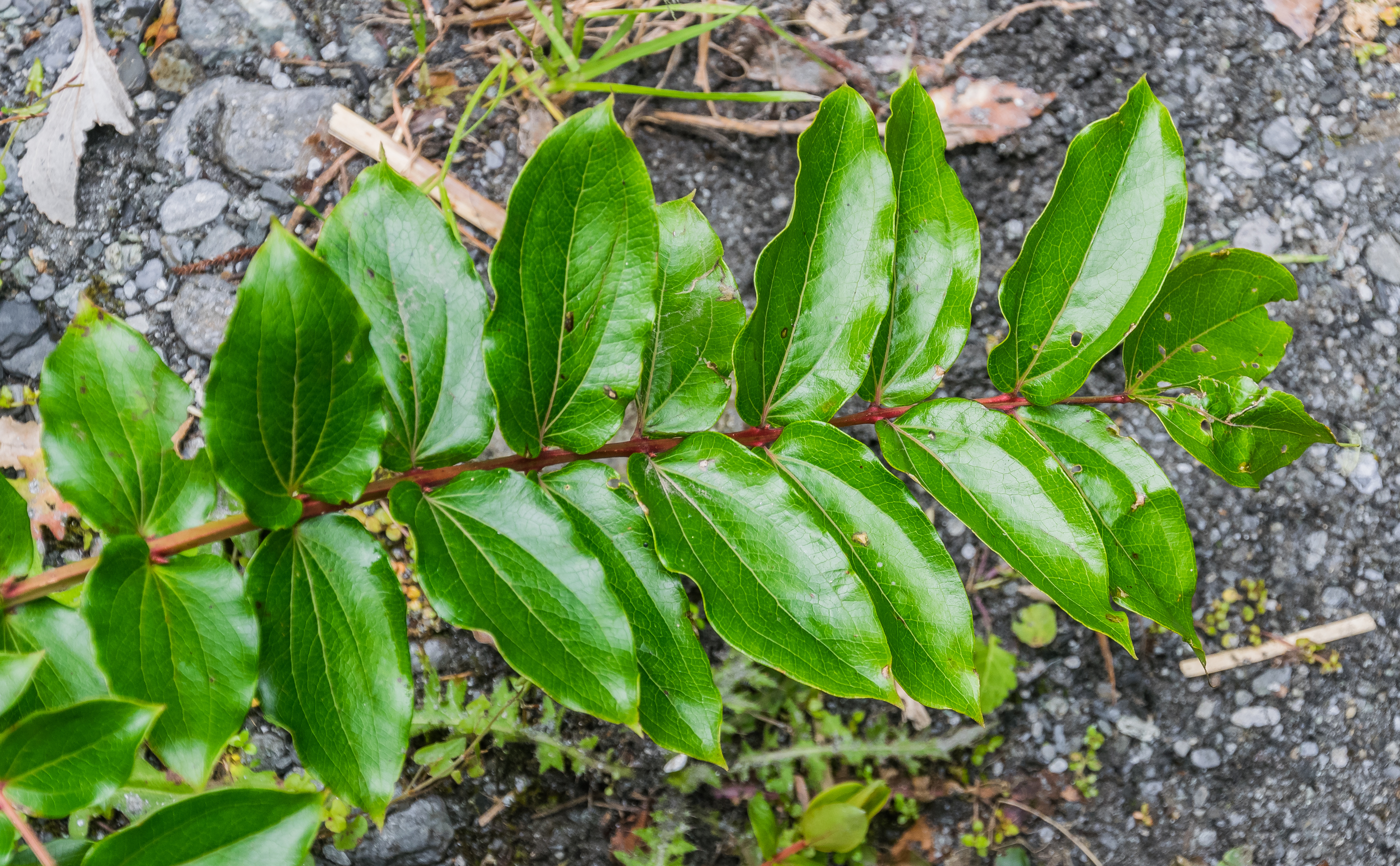
Feuilles.
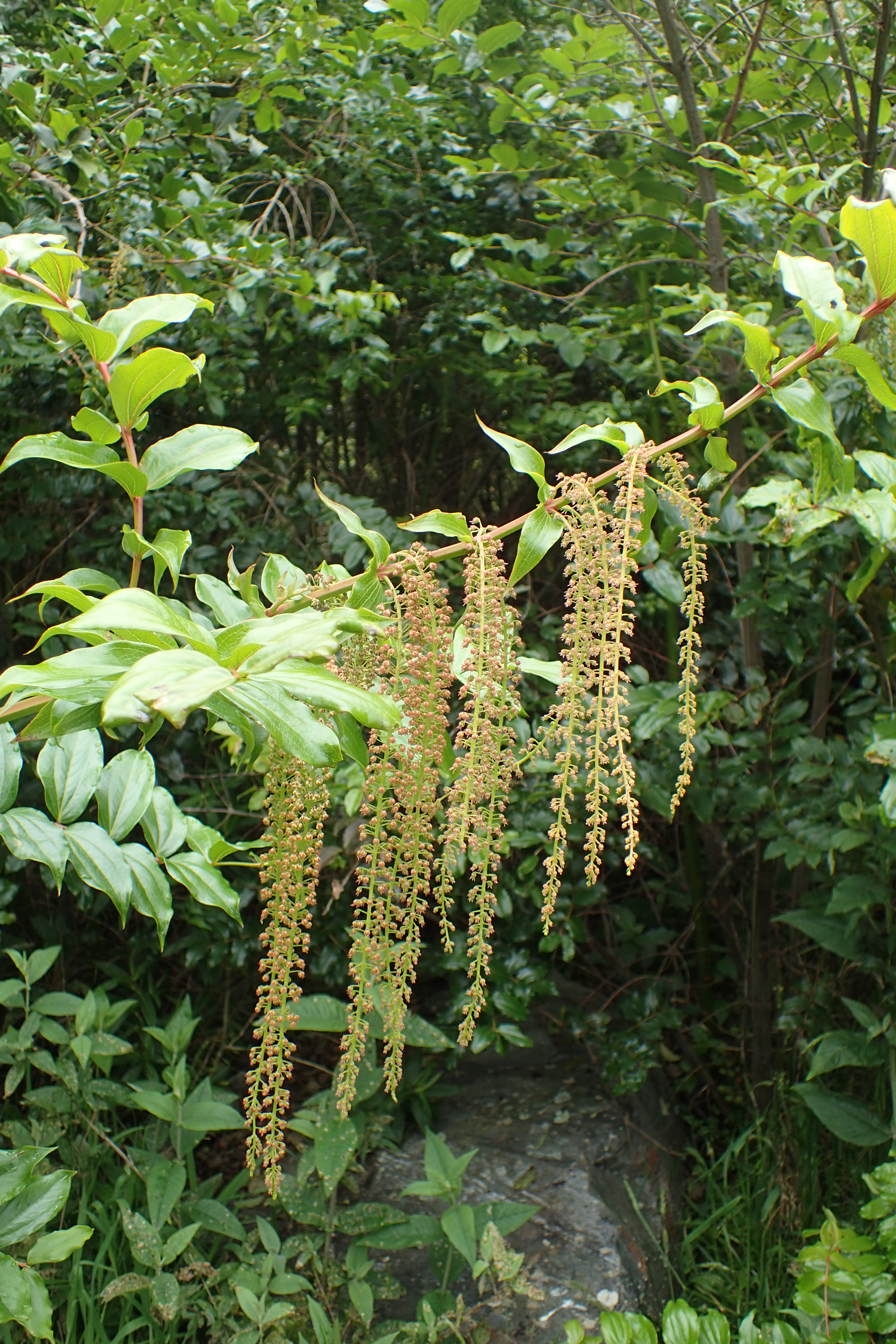
Inflorescences.
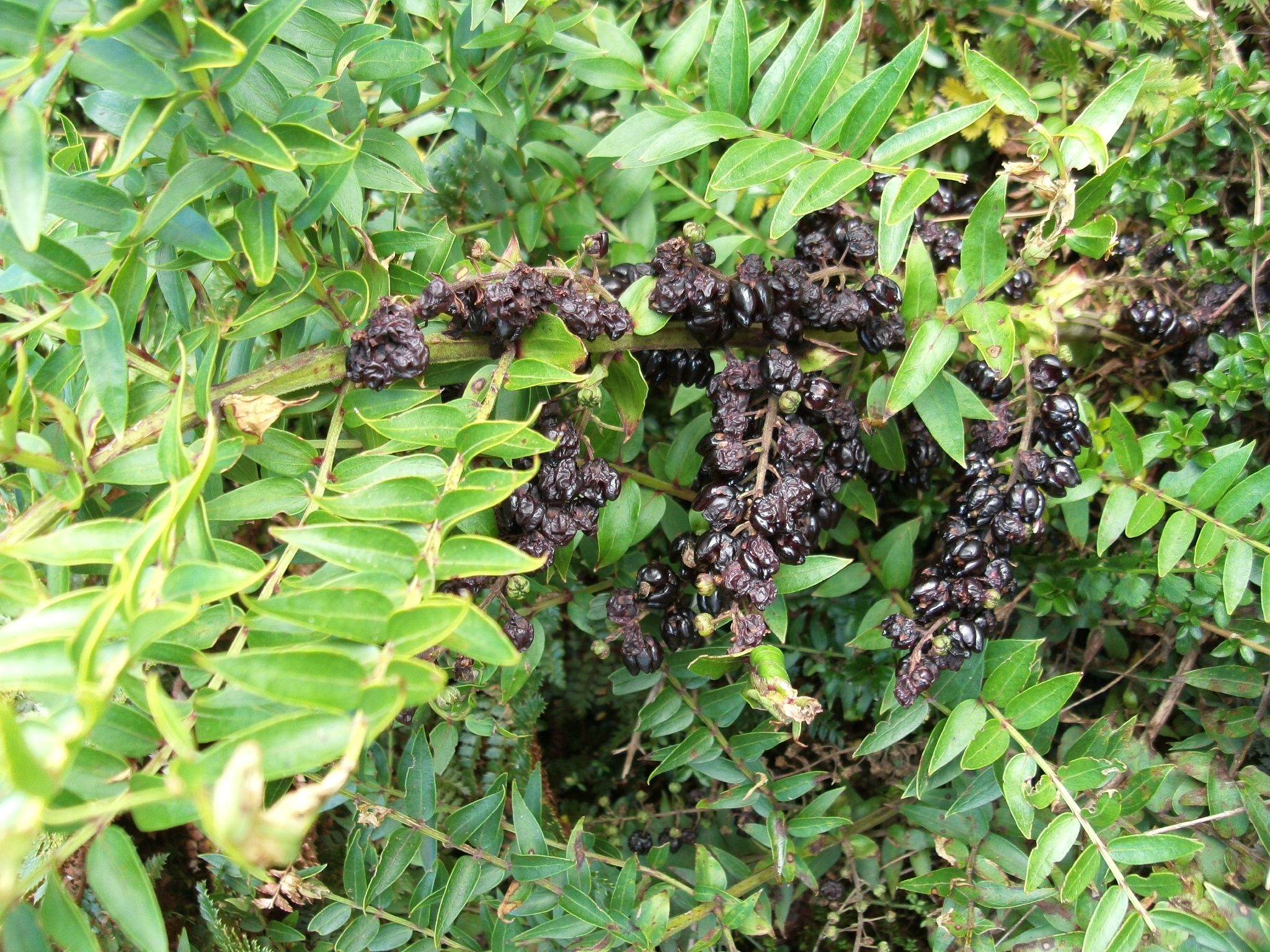
Fruits.

## Biologie
Coriaria arborea  est une plante capable de fixer l'azote atmosphérique grâce à la présence de nodules racinaires qui sont le siège d'une symbiose avec une espèce d'Actinobactéries du genre Frankia.
Coriaria arborea est une espèce pionnière, colonisatrice des terres perturbées dont elle améliore la fertilité. Après l'éruption du volcan Tarawera dans l'Île du Nord de Nouvelle-Zélande en 1886, qui a détruit toute la végétation environnante, cette plante a recommencé à pousser depuis 1928, ce qui a permis que s'établisse la succession végétale jusqu'au retour d'espèces d'arbres autochtones tels que Griselinia littoralis et Weinsmannia racemosa.

## Distribution et habitat
Coriaria arborea est une espèce endémique de la Nouvelle-Zélande, largement répandue dans tous le pays, depuis les régions côtières jusqu'aux zones subalpines, y compris dans les îles Chatham et Kermadec,, .
Cette plante pousse en particulier le long des berges des cours d'eau, dans les marges forestières et parfois à l'intérieur de forêts ouvertes, dans les zones de broussailles et en général dans les zones perturbées à semi-stables,.

## Taxinomie

### Synonyme
Selon The Plant List (5 octobre 2020) :
- Coriaria arborea var. arborea}

### Liste des variétés
Selon World Checklist of Selected Plant Families (WCSP) (5 octobre 2020) :
- Coriaria arborea var. arborea
- Coriaria arborea var. kermadecensis W.R.B.Oliv. (1942)

## Toxicité
Toutes les parties de la plante, à l'exception des pétales charnus des fleurs, contiennent des toxines, principalement la tutine et la hyénanchine, toxiques pour les mammifères. En Nouvelle-Zélande, Coriaria arborea est l'espèce végétale qui est responsable de la plupart des cas d'empoisonnement du bétail par une plante. Des chiens et même deux éléphants de cirque ont également été empoisonnés par cette plante. Des intoxications humaines sont parfois causées par la consommation de miel produit par des abeilles qui ont interagi avec la plante.

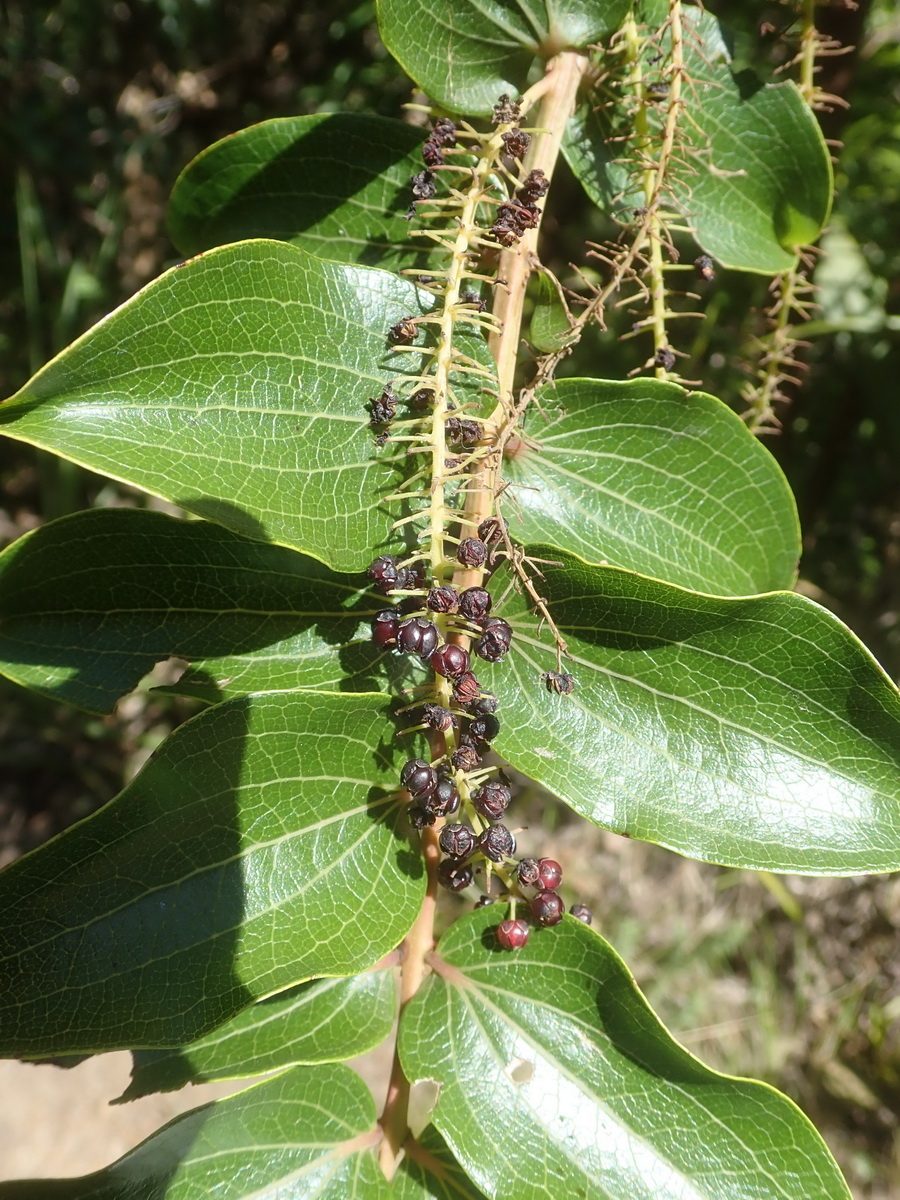
Spécimen de Coriaria arborea avec des fruits en formation.

En 2014, à Auckland, un randonneur cherchant à tester le goût d'une plante sauvage, le kareao (Ripogonum scanden), a tenté par erreur de manger une jeune pousse de tutu. Il a déclaré qu'en fait il n'en avait rien mangé à cause du goût répugnant, mais en quelques heures, il subit une crise d'épilepsie tonico-clonique qui provoqua de fortes convulsions et disloqua son épaule gauche, et rendit sa respiration très difficile. Les experts universitaires ont conclu qu'il avait eu de la chance de survivre à l'empoisonnement. Un an plus tard, il s'était complètement rétabli sauf qu'il éprouvait encore des troubles de la mémoire.
Le miel est contaminé lorsque les abeilles récoltent le miellat sécrété par Scolypopa australis, espèce d'insectes hémiptères qui se nourrissent de la sève de Coriaria arborea.
Des personnes ont parfois été hospitalisées après avoir consommé du miel contaminé à la tutine et certaines en sont mortes. Le dernier cas d'intoxication par du miel du commerce s'est produit en 1974, 13 personnes ont été alors empoisonnées. Depuis 1974, il y a eu neuf autres cas d'intoxication au miel, les plus récents étant survenus en 1991 dans la région de la Baie de l'Abondance et en 2008 dans le Coromandel.
On a relevé dans des miels des teneurs égales à 30 à 50 mg/kg et 180 à 300 mg/kg respectivement pour la tutine et pour la hyénanchine. Les périodes de sécheresse augmentent le risque d'empoisonnement.